# شورش دهقانی اسلوون
شورش دهقانی اسلوون (به روسی: Windischer Bauernbund) در سال ۱۵۱۵ میلادی به وقوع پیوست و بزرگترین شورش دهقانی در زمین‌های اسلوون (اسلوونی) بود. ارتش شورشیان که شمار افراد آن به ۸۰٬۰۰۰ نفر می رسید ، خواهان تجدید نظر درباره نظام ارباب رعیت و تصمیم‌گیری درست درباره مالیاتها بودند. آنان به کلیه قلاع ناحیه به جز ناحیه گرز ، که مسائل در آنجا با مذاکره حل شد ، حمله بردند. سرانجام شورش توسط ارتش امپراتوری مقدس روم به طور کامل سرکوب شد.